# Национальная администрация восстановления
Национальная администрация восстановления (иногда Национальная реконструктивная администрация или Администрация восстановления национальной промышленности; англ. National Recovery Administration, NRA или НРА) — американский орган федеральной власти, учреждённый президентом США Франклином Рузвельтом в период Нового курса, в 1933 году — на основании Национального закона о восстановлении промышленности (NIRA). Задача администрации состояла в том, чтобы устранить «волчью конкуренцию» в период Великой депрессии, объединив усилия американский промышленных предприятий — путём создания отраслевых кодексов для «добросовестных практик»; NRA также устанавливала и цены на промышленную продукцию.
Символом Национального управления экономического восстановления стал стилизованный «Голубой орёл», который компании помещали в свои витрины — хотя членство в NRA было добровольным, компании, которые не выставляли орла, часто бойкотировались покупателями. В 1935 году Верховный суд единогласно объявил, что закон NIRA является неконституционным — постановив, что он нарушает разделение властей, установленное Конституцией США. Часть трудовых положений, установленных НРА, вновь появились в Национальном законе о трудовых отношениях (законе Вагнера), принятом позднее в том же году.

## История
Восстановление «баланса» американской экономики оставалось ключевой целью Рузвельта в период Первого Нового курса. Он рассчитывал прежде всего на две меры: обесценивание доллара и «микроуправление» (микроменеджмент) сельскохозяйственным сектором. Но в сознании подавляющего большинства американцев другая часть мер стала символом новой политики: в течение большей части 1933 и 1934 годов «агрессивная» деятельность Национальной администрации восстановления (NRA/НАВ) «затмила собой» остальные действия американского правительства. В тот период Фрэнсис Перкинс высказала мнение, что «в сознании ряда людей Новый курс и NRA — это почти одно и то же».

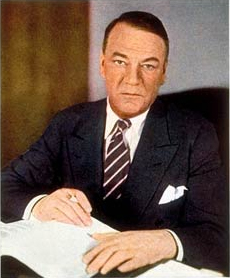
Х. С. Джонсон на обложке журнала «Time» (1934)

### Бюрократическийколосс
NRA были делегированы одновременно функции исполнительной, законодательной и судебной власти, с полномочиями блокировать банковские счета и ликвидировать фирмы во внесудебном порядке. Под контроль NRA попали 2,5 млн фирм, в том числе 91 % промышленных, и 22 млн рабочих. Администрация наращивала свои репрессивные штаты на 100 человек в день и обзавелась собственной военизированной службой, подвергавшей малый и средний бизнес неприкрытому террору. Придя в Администрацию, выпускник университета мог получить зарплату 125 долларов в месяц, а всего через он уже мог рассчитывать на 375 долларов, что втрое выше среднестатистической зарплаты в США в тот период — 117 долларов. Недовольным всесилием Администрации её руководитель генерал Джонсон обещал «заткнуть рот».
NRA превратилась в «бюрократического колосса»: её штат, состоявших из 4500 человек, следил за более чем семью сотнями сводов правил, многие из которых накладывались друг на друга — иногда, прямо противореча друг другу. Так, хозяйственные магазины работали под 19 различными кодексами, каждый из которых имел свой собственный сложный набор правил. Всего за два года администраторы NRA написали около 13 000 страниц правил, издав 11 тысяч постановлений об их толковании. «Чрезмерная централизация и диктаторский дух» стали вызывать протест у предпринимательского сообщества.

### Джонсон и Икес. Конкуренция и координация
Яркая личность руководителя NRA — генерала Хью Сэмюэла Джонсона из Оклахомы — была не последним пунктом в списке причин известности данного агентства. Несмотря на явные признаки злоупотребления алкоголем, Джонсон умел одинаково ярко «поносить врагов» и «воспевать достоинства» NRA — используя при этом «загадочные» образцы прозы собственного сочинения. По мнению историка Артура Шлезингера, Джонсон представлял NRA как «гигантский орга́н, используя который он мог играть на экономике страны»; моделью для новой администрации являлся Совет по военной промышленности (War Industries Board, WIB), существовавший в 1917 году под председательством делового партнера Джонсона — Бернарда Баруха. Рузвельт также использовал опыт Великой войны, когда в день зарождении NRA сообщил, что «принимал участие в великом сотрудничестве 1917 и 1918 годов»; одновременно президент призвал страну вспомнить военный кризис и дух национального единства.
Отсутствие важного элемента — собственно, войны — смущало участников организации NRA меньше, чем отсутствие денег. Федеральное правительство заняло за два года мировой войны более 21 миллиарда долларов — эта цифра заметно превышала общую сумму дефицита бюджета США времён всего Нового курса, с 1933 года по канун Второй мировой войны. Так, Администрация общественных работ смогла заимствовать немногим более 3 миллиардов долларов, надеясь привнести дополнительную покупательную способность в американскую экономику. Но, как в своё время уже обнаружил Гувер, требовалось немало времени, чтобы начать строительные проекты значительной сложности и объёма: поиск подходящих площадок, создание архитектурных проектов и инженерные изыскания занимали месяцы, если ни годы. При этом Рузвельт не поручил «беспорядочному» Джонсону непосредственный контроль над средствами PWA — эта обязанность досталась министру внутренних дел Гарольду Икесу, прозванному сослуживцами «Честным Гарольдом» за скрупулезность в заботе о фондах. Пытаясь предотвратить обвинения в расточительстве или мошенничестве, за весь 1933 год Икес потратил всего 110 миллионов долларов, что фактически означало бездействие программы PWA. NRA также не могла действовать без этих средств.
Сердцем Нового курса является принцип согласованных действий промышленности и сельского хозяйства под государственным контролем.— глава NRA Х. С. Джонсон
Джонсону оставалось заниматься только промышленной координацией: по его мнению, разделявшемуся Барухом, остановить дефляционный цикл можно было с помощью поддерживаемых правительством соглашений об ограничении перепроизводства — то есть через распределение квот на производство при условии стабилизации заработной платы рабочих. Последний пункт являлся ключевым, поскольку сокращение заработной платы продолжило бы «вымывать» покупательную способность из уже и так нездоровой экономики. Враждебность к самой идее конкуренции — которую Джонсон называл «убийственным учением о дикой и волчьей конкуренции» — была философской основой его логики.

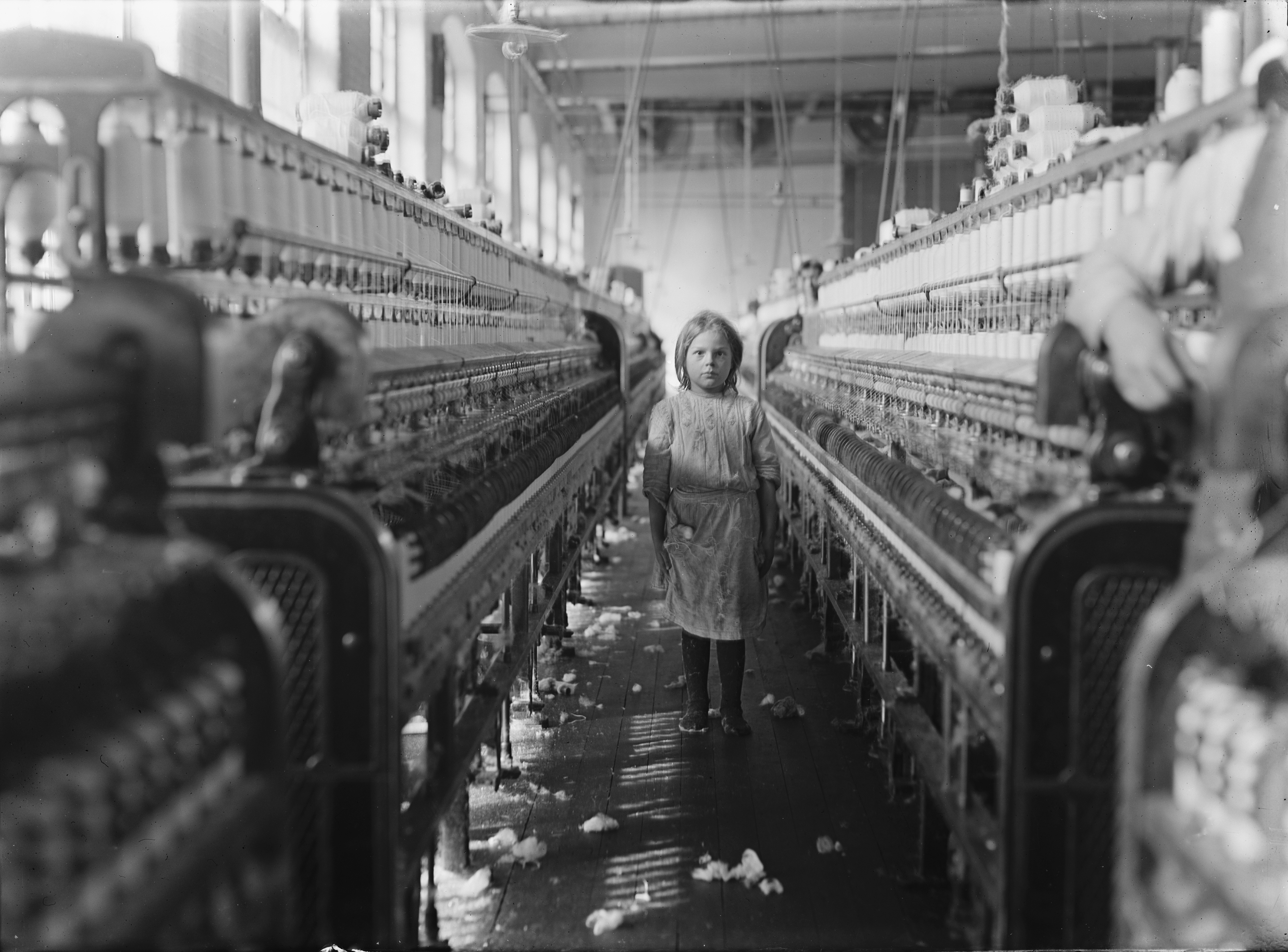
«Маленькая прядильщица» в Южной Калифорнии (Л. Хайн, декабрь 1908)

### Хлопок и детский труд
В экономике США 1930-х годов сложно было найти отрасль, в которой перепроизводство было бы большей проблемой, чем в текстильной промышленности — особенно в хлопковом текстиле. Наравне с добычей угля, американское текстильное производство было в кризисе задолго до начала Великой депрессии. «Старая» американская индустрия «мигрировала» в период после Реконструкции из своего первоначального места расположения — в Новой Англии — на Юг США. «Подвести мельницы [прядильные фабрики] к хлопковым полям» стало целью многих политиков-южан: и ⅔ хлопчатобумажной ткани в США в первой четверти XX века стали производиться на юге. Но текстильная промышленность к тому моменту уже стала жёстко конкурентной, с хроническим избытком мощностей, проблемами с ценообразованием и — аналогично с углём — «ужасающими» условиями труда.
Возможно, вы когда-то и были Капитанами Промышленности — но теперь вы Капралы Бедствия.— из обращения Джонсона к группе бизнесменов Атланты

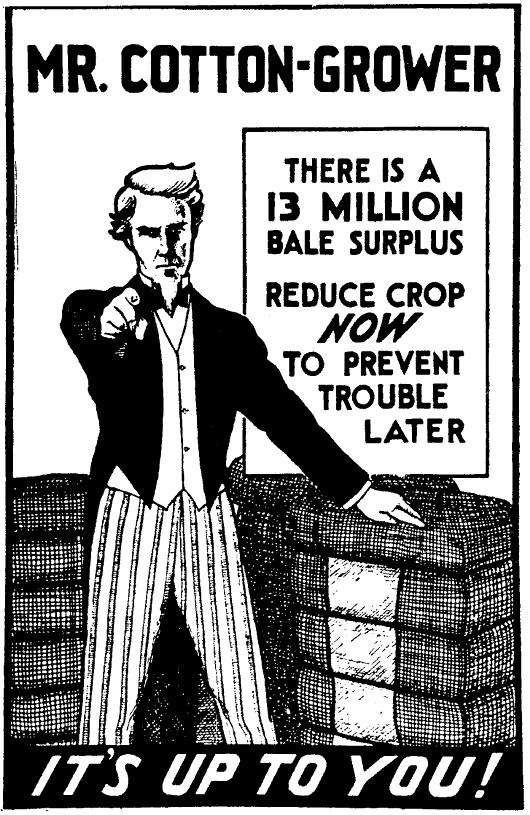
Плакат NRA, призывающий фермеров сократить выращивание хлопка (1933)

Привлекательность юга для инвесторов в текстиль была мало связано с близостью фабрик к хлопковым полям — их привлекала близость к изобилию дешёвой рабочей силы. И сохранение дешёвой и неорганизованной рабочей силы стало практически «религией» владельцев южных фабрик — производств, на которых целые семьи, включая и семилетних детей, работали «на износ». Депрессия превратила их жизнь из «невыразимо плохой в невообразимо худшую», поскольку заработная плата упала до 5 долларов за 55-часовую рабочую неделю — а тысячи работников вообще были уволены. «Растягивание» (англ. stretch-out) рабочей силы — то есть уменьшение числа рабочих при том же выпуске продукции — стало нормой. Требования по отмене «растягивания» и созданию профсоюза вызвали ожесточенную конфронтацию между рабочими и администрацией ещё в 1929 году, закончившуюся стрельбой с жертвами в городе Гастония в штате Северная Каролина (см. Loray Mill strike). Четыре года спустя острота проблемы не была снята: напряжённость вновь приблизилась к критической точке (см. Textile workers strike (1934)).
Ассоциация производителей текстиля — Институт хлопкового текстиля (англ. Cotton Textile Institute, CTI) — представила Джонсону готовый проект кодекса для отрасли уже в день подписания NIRA. В ответ NRA пообещала ограничить конкуренцию в отрасли, установив производственные квоты для отдельных фабрик. В обмен на контролируемые правительством ограничения на выпуск продукции, производители согласились на переход к 40-часовой рабочей неделе и установление минимальной заработной платы. «Историческим прорывом» стала и полная отмена детского труда — «громовые аплодисменты заполнили комнату», в момент когда текстильные предприниматели объявили о данном намерении. Кроме того, в соответствии с разделом 7(а) нового кодекса, производители хлопка согласились — по крайней мере, в теории — принять принцип коллективных договоров.

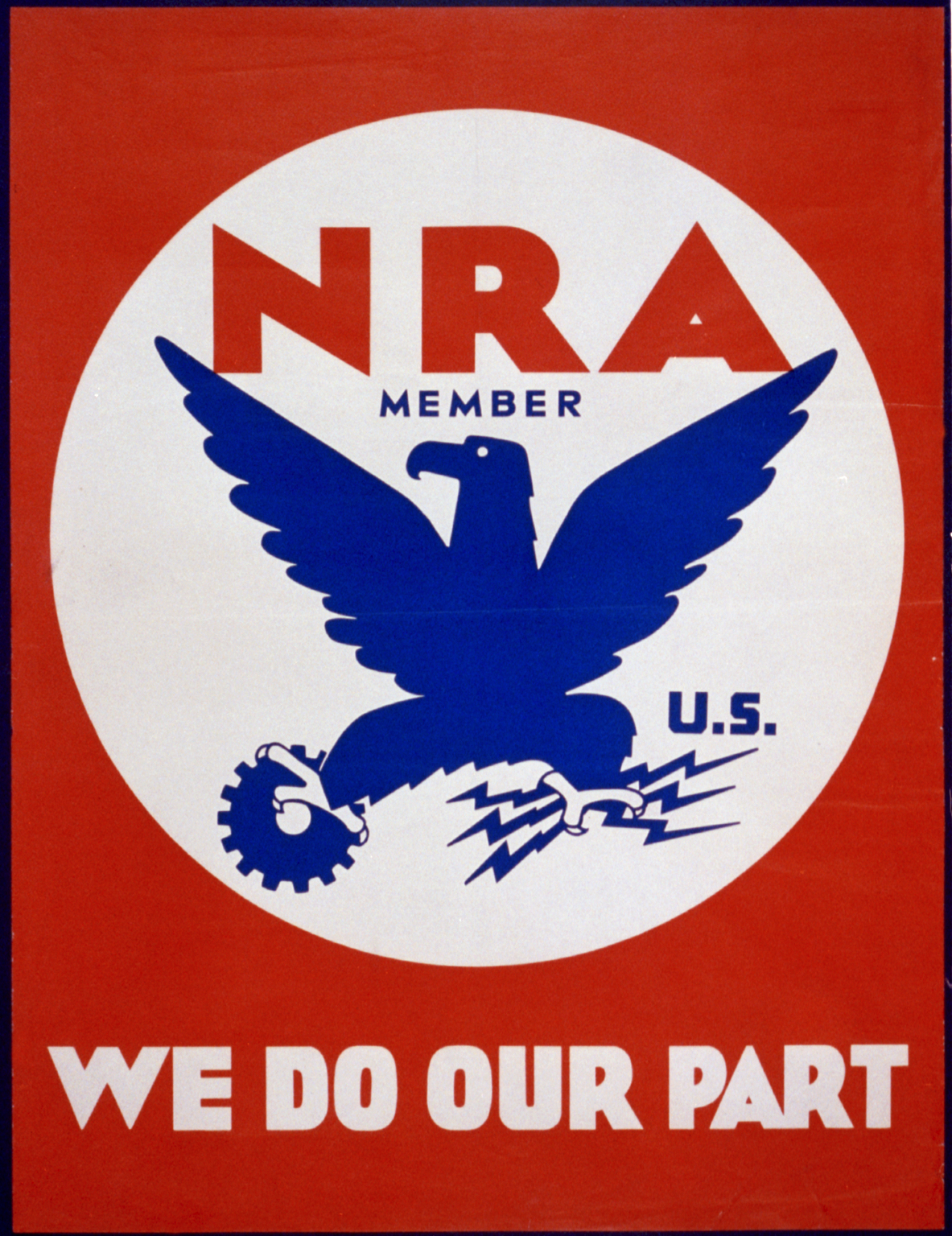
Символ NRA «Голубой орел»

### Пропаганда. «Голубой орёл»
Позднее сам Джонсон утверждал, что NRA привлекла к работе почти 3 миллиона человек и добавила 3 миллиарда долларов к национальной покупательной способности; однако, современные исследования выявили, что большая часть «скромного» роста производства и увеличения занятости, имевших место весной 1933 года, были вызваны не самой деятельностью NRA, а ожиданием от воздействия новых мер. Так, в период с марта по июль по экономике прокатилась волна «упреждающего» строительства и закупок — поскольку предприятия стремились накопить запасы до вступления в силу правил о заработной плате и ценах.
«Хлопковый кодекс» в итоге оказался не «новаторским прецедентом», а единичным событием: другие отрасли «большой десятки» — уголь, нефть, железо и сталь, автомобили, пиломатериалы, торговля одеждой, оптовые дистрибьюторы, розничные торговцы и строительство — отказались последовать примеру текстильной индустрии. Джонсон столкнулся с систематической непокорностью индустриальной элиты, которую он обвинил в «краже пенни из чашки слепого нищего». Юридические трудности (перспектива признания всей деятельности агентства несоответствующей Конституции США) останавливали NRA от использования формально имевшихся у неё полномочий — помимо пропаганды и агитации.

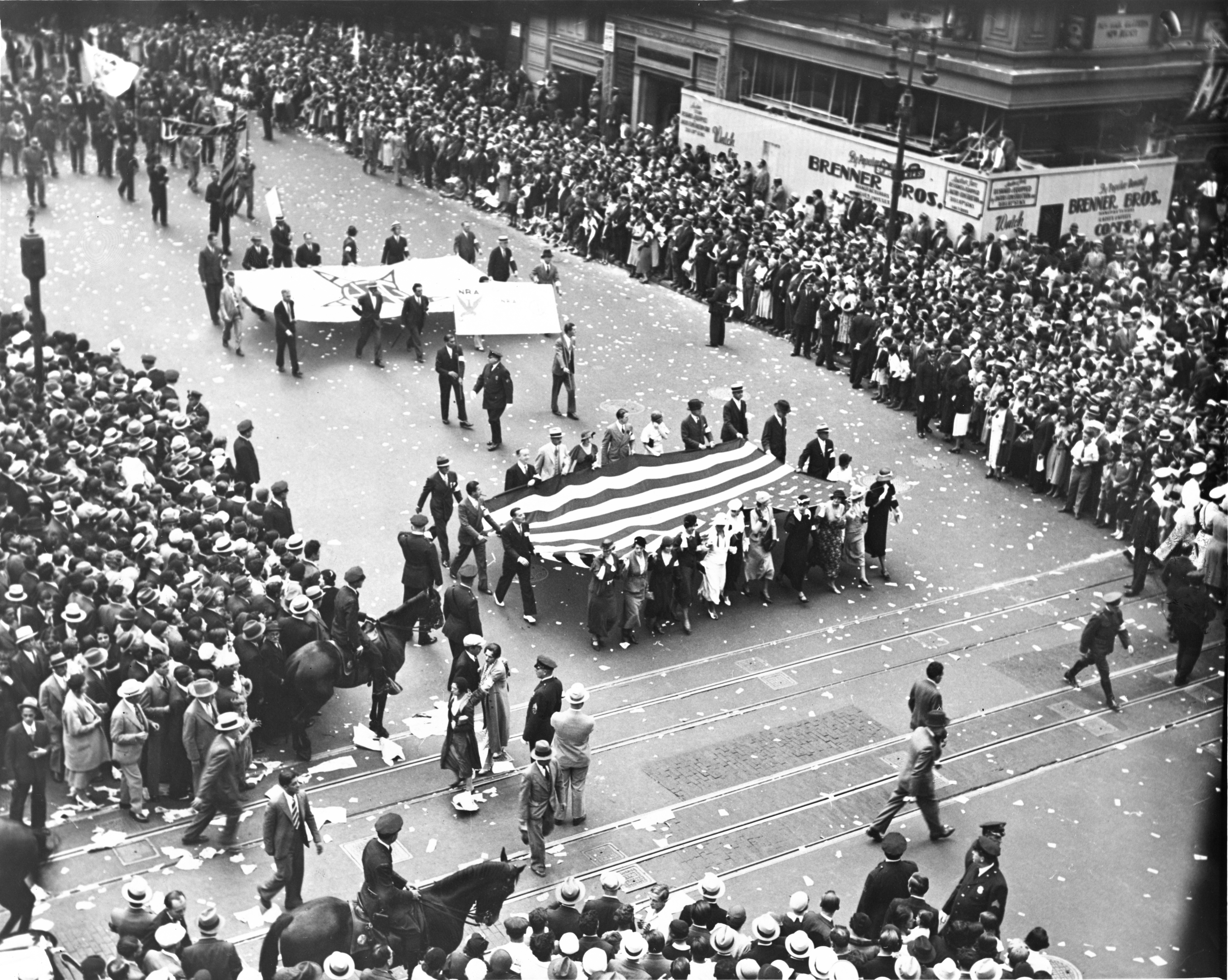
Парад NRA в Нью-Йорке (1933)

Масштабная пропагандистская кампания стартовала в июле. Джонсон попросил работодателей добровольно подписать общий кодекс, обязывавший их выплачивать минимальную заработную плату в 40 центов в час в течение максимум 35 часов в неделю. Одновременно он убеждал потребителей посещать только те заведения, на которых был изображен символ участия в таком договоре — стилизованный «Голубой орёл» (англ. Blue Eagle), придуманный самим Джонсоном. Рузвельт поддержал инициативу, начав кампанию «Голубого орла» в ходе «Беседы у камина», прошедшей в конце июля: вновь ссылаясь на идеалы сотрудничества военного времени, президент заявил, что «те, кто сотрудничает в этой программе, должны узнавать друг друга с первого взгляда».
Да смилуется Господь над теми, кто попытается пошутить с этой птицей.— Джонсон о «Голубом орле»
Наклейки с орлом вскоре появились на витринах магазинов, на театральных кассах, на газетах и грузовиках. В сентябре в Нью-Йорке состоялся парад сторонников «Голубого орла»: акция вывела на улицы города почти 2 миллиона человек. «Знак чести» был символом единодушия множества американцев — одновременно он обозначал и скудность методов, которые были в распоряжении сторонников Нового курса во время борьбы с экономической депрессией. Недавно обвинявшие Гувера в использовании «увещеваний» для победы над кризисом, «ньюдилеры» вернулись практически к тем же методам в конце 1933 года.

### Картели и кодексы
В период «Голубого орла» NRA продолжали и кампанию по созданию координирующих органов в основных отраслях американской промышленности. К сентябрю данный процесс, в основном, был завершён. Однако, лишённый каких-либо формальных средств к принуждению соблюдения таких договоров, Джонсон подписывал кодексы, которые представляли собой не что иное, как формальную картелизацию огромных секторов американской промышленности. Отличием от обычных картелей было лишь то, что они создавались под эгидой федерального правительства. Различные ассоциации — такие как Институт чугуна и стали или Национальная автомобильная торговая палата — получив элементы правительственной власти, фактически стали создателями кодексов для своих отраслей. Имея возможность игнорировать антимонопольное законодательство, они «безнаказанно и принудительно» устанавливали производственные квоты и цены для всех своих членов.
Как правило, крупнейшие производители доминировали в органах, занятых разработкой соответствующих кодексов; это приводило к появлению на свет документов, вызывавших протесты как менее крупных рыночных игроков, так и рабочих. Интересы потребителей также не были в приоритете. Хотя в теории в NRA были и совет по труду, и консультативный совет по делам потребителей, в реальности менее 10 % органов управления отдельных отраслей имели представителей рабочих — и только 1 % имел в руководстве представителей от потребителей.

«Голубой орёл» в витрине ресторана (ок. 1934)

### Неэффективность
Хлопковый кодекс стал примером проблем, характерных для государственного регулирования экономики. Массовые увольнения и уклонение от выплаты минимального жалования — через переклассифицию рабочих мест в такие категории, как «ученики» и «уборщики» — стали причиной роста социального недовольства. В конце августа представитель текстильного союза сообщил, что «фабрики, о которых мне известно, не следуют кодексу». Одновременно, к концу 1933 года началось и повышение потребительских цен на продукцию — в некоторых случаях цены выросли на 20 % относительно 1929 года. Однако кодексы создали хотя бы подобие порядка в таких отраслях как текстиль, уголь, нефть и розничная торговля — тех областях, которые исторически были раздроблены на множество маленьких предприятий. В этих случаях кодексы помогли предприятиям организовать сотрудничество и стабилизировать свои рынки. Но в других секторах — таких как выплавка стали или производство автомобилей — где высокий порог вхождения порождал олигополистические структуры, кодексы были в значительной степени избыточными (или неактуальными).
Многочисленные кодексы в отдельно взятых отраслях (60 в текстильной промышленности, 29 — в бумажной, 56 — в металлургии и т. д.) порождали неразбериху и рост издержек на ведение бизнеса до 40 %. Современник Рузвельта, журналист Джон Флинн писал: «NRA обнаружила, что не может провести в жизнь свои правила. Укреплялся чёрный рынок. Добиться выполнения норм можно было только самыми жестокими полицейскими методами. В швейной промышленности — вотчине Сидни Хилмена — кодексы внедряли при помощи спецподразделений. Они рыскали по швейному району, как штурмовики. Они могли ворваться на фабрику, выгнать хозяина, выстроить сотрудников в шеренгу, быстро их допросить и забрать бухгалтерские книги. Ночная работа была запрещена. Летучие отряды этих „швейных полицейских“ проходили по району ночью, стучали в двери топорами, ища тех, кто осмелился сшить пару брюк в ночной час. Но чиновники, ответственные за проведение кодексов в жизнь, говорили, что без этих жестких методов не удалось бы добиться их соблюдения, потому что общественность их не поддерживала».
В книге историка Бертона Фолсома приводятся примеры репрессивной политики NRA: обычный портной Якоб Магид был осуждён к тюремному заключению за «демпинг» (он брал за пошив 35 центов вместо 40), владельцы химчистки Сэм и Роза Марковиц из Кливленда, сделавшие скидку клиентам в размере 5 центов, были оштрафованы на 15 долларов, а потом посажены в тюрьму.
К началу 1934 года недовольство деятельностью NRA побудило Джонсона организовать «День критики на местах» (англ. Field Day of Criticism): 27 февраля более двух тысяч человек собрались в зале Министерства торговли. Критики была так много, что Джонсон был вынужден продлить сессию. Одновременно, обвинения со стороны Конгресса — в том, что NRA потакает монополизации — вынудили Рузвельта создать Надзорный комитет за национальным восстановлением (National Recovery Review Board), председателем которого стал адвокат Клэренс Дэрроу. Дэрроу выступил от имени мелкого бизнеса — который, по его мнению, угнетали промышленные гиганты, контролировавшие создание различных кодексов. В ответ Джонсон разразился критикой подобного видения деятельности своей администрации. Дэрроу написал «противоречивое» заключение, в котором предложил как усиление антимонопольной составляющей, так и социализацию собственности предприятий.

### «Раздел 7(a)» и профсоюзы
Никакая публичная критика в отношении деятельности NRA не могла сравниться с критикой отношения Джонсона к американской рабочей силе. Владельцы бизнеса быстро выяснили, как обратить кодексы NRA к своей пользе в вопросах ценообразования, но когда дело дошло до трудового законодательства, ситуация резко изменилась. Раздел 7(а) закона о восстановлении промышленности обязывал руководство предприятия вести «добросовестные» переговоры с коллективами своих работников — но конкретная практика подобных переговоров не была прописана. Ряд профсоюзных лидеров — включая лидера шахтёрского движения Джона Льюиса — сравнивал пункт 7(a) с «Прокламацией об освобождении рабов» Авраама Линкольна: они полагали, что пункт легализует профсоюзное движение в США. Так, Льюис летом 1933 года отправил своих представителей в угольные районы страны с сообщением для рабочих, что «президент хочет, чтобы вы вступили в профсоюз»; и через несколько месяцев число членов его организации выросло в четыре раза, достигнув 400 тысяч.
Однако в других отраслях — таких, как выплавка стали и автомобильная промышленность — работодатели настаивали на том, что они могут выполнить предписание, просто создав профсоюз, контролировавшийся самой компанией. Артур Шлезингер отмечал, что результатом создания «жёлтого профсоюза» было начало переговоров без следов равенства «переговорной силы» (англ. bargaining power). На ряде сталелитейных заводов рабочие продемонстрировали своё презрение к профсоюзам, организованным их компаниями — работники бросали старые металлические шайбы в ящики, предназначенные для внесения профсоюзных взносов.
Прошлой весной я думал, что Вы действительно хотели сделать что-то для этой страны… Отныне я клянусь, что буду вечно мстить финансовым баронам и начну делать все возможное для наступления коммунизма.— из письма фермера штата Индиана президенту Рузвельту, 16 октября 1933
Сезон трудовых волнений начался с наступлением в 1933 году тёплой летней погоды; и в августе Джонсон учредил новый орган — Национальный совет по труду (National Labor Board, NLB), который только способствовал распространению столкновений между администрациями и трудящимися. Вскоре NLB разработал методику выбора представителей для ведения коллективных переговоров — однако, Джонсон сам нарушил методику, что позволило работодателям «практиковать древнюю тактику „разделяй и властвуй“», признавая любое желаемое количество работников за представителей коллектива. NLB стал, по существу, беспомощен перед лицом уклонения или прямого игнорирования своих решений. Рабочие начинали всё больше разочаровываться в эффективности президентской программы.

## Конец NRA. Итоги
К концу 1934 года Рузвельту удалось добиться отставки заметно радикализировавшегося Джонсона. Когда в мае 1935 года Верховный суд США единогласно заявлял о неконституционности самой деятельности NRA, организация не выразила протеста и была распущена — перспективы продления её существования Конгрессом были и без того маловероятны. По мнению экономиста «австрийской школы» Ричарда Эблинга, данное решение предотвратило окончательное превращение американской экономической системы в плановую, а государства — в корпоративное. Губернатор Луизианы Хьюи Лонг заявлял: «Я поднял свою руку в поддержку Верховного суда, который спас эту нацию от фашизма». Многие иностранные наблюдатели были поражены особенностями американской политической системы: лёгкость, с которой Верховный суд уничтожил ключевой элемент Нового курса, ошеломила заграничных экспертов. Ряд лидеров, прежде всего в авторитарных государствах, увидел в отмене NRA доказательство «слабости демократии».
Профессор Кеннеди полагал, что нехватка денег не была ключевой проблемой в недолгой, но яркой деятельности организации: он считал, что недостаток адекватных средств и эффективных идей стал причиной «печального» финала программы. На протяжении всей истории организации на неё оказывала влияние старая «мечта» меркантилистов, согласно которой «класс информированных и незаинтересованных мандаринов» сможет объединить все части экономики в эффективное и гармоничное целое. По мнению Кеннеди, «фантастическая сложность» индустриальной экономики XX века делала подобную мечту химерой. Эффективное отстаивание не вполне определённых «общественных интересов» в конфликте с вполне конкретными интересами частных лиц (предпринимателей) также представлялось ему нереальным.
Кроме того, NRA опиралась на широко распространённое в первые годы Нового курса предположение, что именно перепроизводство вызвало депрессию — и что товарный дефицит был путём к спасению. Поиск путей для экономического роста даже не стоял в повестке дня, уступив место поиску «баланса». При этом, удержание трудовых стандартов от дальнейшей деградации и стимулирование организации трудовых ресурсов можно было отнести к немногочисленным, но важным успехам NRA.